# Festival du film asiatique de Deauville
Ne doit pas être confondu avec Festival du cinéma américain de Deauville.
 (janvier 2013).
Si vous disposez d'ouvrages ou d'articles de référence ou si vous connaissez des sites web de qualité traitant du thème abordé ici, merci de compléter l'article en donnant les références utiles à sa vérifiabilité et en les liant à la section « Notes et références ».
Le Festival du film asiatique de Deauville se déroule chaque année au Centre international de Deauville depuis 1999. Il permet de découvrir la richesse et la diversité du cinéma asiatique.
Il est « supprimé » en 2015, en attendant une réorganisation, notamment financière. Soutenu par la seule ville de Deauville, le festival veut « chercher d'autres partenaires » et « se réorganiser » pour trouver le « bon concept » .

## Palmarès

### 1999
Cette année là, aucun prix n'est encore institué.

### 2000
- Lotus d'Or (Prix du Jury) : Sur la trace du serpent, de Lee Myung-se (Corée du Sud)
- Lotus du Public (Prix du Public) : The Mistress, de Crystal Kwok (Hong Kong)
- Lotus de la meilleure photographie : Jeong Kwang-seok et Song Haeng-ki, pour Sur la trace du serpent (Corée du Sud)
- Lotus de la meilleure actrice : Hong Tao, pour The Black Eyes of Chen Xuoxing (Chine)
- Lotus du meilleur acteur : Park Jung-hun, pour Sur la trace du serpent (Corée du Sud)
- Lotus du meilleur réalisateur : Lee Myung-se, pour Sur la trace du serpent (Corée du Sud)

### 2001
- Lotus d'Or (Prix du Jury) : Joint Security Area, de Park Chan-wook (Corée du Sud)
- Lotus du Public (Prix du Public) : Joint Security Area, de Park Chan-wook (Corée du Sud)
- Lotus de la meilleure photographie : Takashiro Tsutai, pour Hotoke, de Jinsei Tsuji (Japon)
- Lotus de la meilleure actrice : Yu Nan, pour Yue shi, de Wang Quan'an (Chine)
- Lotus du meilleur acteur : Song Kang-ho, pour Joint Security Area, de Park Chan-wook (Corée du Sud)
- Lotus du meilleur réalisateur : Tanit Jitnukul pour Bang Rajan (Thaïlande)
- Lotus du meilleur réalisateur : Yiwen Chen et Huakun Zhang, pour Yun zhuai shou zhi lian (Taïwan)

### 2002
- Lotus d'Or (Prix du Jury) : Failan, de Song Hae-sung (Corée du Sud)
- Lotus du Public (Prix du Public) : Failan, de Song Hae-sung (Corée du Sud)
- Lotus de la meilleure photographie : Youyuan jingmeng (Peony Pavilion), de Yonfan (Hong Kong)
- Lotus de la meilleure actrice : Dian Sastrowardoyo pour Pasir berbisik (Whispering sands) (Indonésie)
- Lotus du meilleur acteur : Choi Min-sik pour Failan
- Lotus du meilleur réalisateur : Song Hae-sung pour Failan
- Lotus du meilleur scénario : Wa dong ren (The Rules of the game), de Ping Ho (Taïwan)
- Lotus numérique : Gipusu (Gips), de Akihiko Shiota (Japon)
- Lotus numérique : Tokyo gomi onna (Tokyo trash baby), de Ryuichi Hiroki (Japon)

### 2003
- Lotus d'Or (Prix du Jury) : Blind Shaft, de Li Yang (Allemagne, Chine, Hong Kong)
- Lotus du Public (Prix du Public) : Blind Shaft, de Li Yang
- Lotus de la meilleure actrice : Rachel Sayidina et Jajang C. Noer pour Eliana, Eliana (Indonésie)
- Lotus du meilleur acteur : Wang Baoqiang pour Blind Shaft
- Lotus du meilleur réalisateur : Li Yang pour Blind Shaft
- Lotus numérique : Koboreru tsuki, de Ryota Sakamaki (Japon)
- Lotus Air France, décerné par la presse : Blind Shaft, de Li Yang

### 2004
- Lotus du meilleur film (Grand prix) : Une femme coréenne, de Im Sang-soo (Corée du Sud)
- Lotus du Public (Prix du Public) : Voyageurs et Magiciens, de Khyentse Norbu (Australie / Bhoutan)
- Lotus Action Asia (Grand prix action asia) : Ong-bak, de Prachya Pinkaew (Thaïlande)

### 2005
- Lotus du meilleur film (Grand prix) : Holiday Dreaming, de Fun-chun Hsu (Taïwan)
- Lotus du Jury (Prix du Jury) : This Charming Girl, de Lee Yoon-ki (Corée du Sud)
- Lotus du meilleur scénario (Prix du groupe Lucien Barrière) : The World, de Jia Zhangke (Chine)
- Lotus Action Asia (Grand prix Action Asia) : Arahan, de Ryu Seung-wan (Corée du Sud)
- Lotus Air France (Prix de la critique internationale) : Holiday Dreaming, de Fun-chun Hsu (Taïwan)
- Lotus Première (Prix du magazine Première) : Electric Shadows, de Xiao Jiang (Chine)

### 2006
- Lotus du meilleur film : Dam Street, réalisé par Li Yu (Chine)
- Lotus du Jury : The Peter Pan Formula de Cho Chang-ho (Corée du Sud)
- Lotus de la Critique Internationale : Citizen Dog de Wisit Sasanatieng (Thaïlande)
- Lotus du meilleur Scénario : Midnight my love de Kongdej Jaturanrasamee (Thaïlande)
- Lotus Action Asia : A Bittersweet Life de Kim Jee-woon (Corée du Sud)

### 2007
- Lotus du meilleur film : Syndromes and a Century d'Apichatpong Weerasethakul (Thaïlande)
- Lotus du Jury : King and the Clown de Lee Jun-ik (Corée du Sud)
- Lotus Air France (prix de la critique internationale) : Ad Lib Night de Lee Yoon-ki (Corée du Sud)
- Lotus Action Asia : Dog Bite Dog de Soi Cheang (Hong Kong)

### 2008
- Lotus d'Or (Prix du Jury) : With a Girl of Black Soil de Jeon Soo-il (Corée du Sud)
- Lotus Air France (prix de la critique internationale) : With a Girl of Black Soil de Jeon Soo-il (Corée du Sud)
- Lotus du Jury (ex æquo) : Flower in the Pocket de Seng Tat Liew (Malaisie) et Wonderful Town de Aditya Assarat (Thaïlande)
- Lotus Action Asia : Héros de guerre de Feng Xiaogang (Chine)

### 2009
- Lotus du meilleur film : Breathless de Yang Ik-joon (Corée du Sud)
- Lotus du Jury (ex æquo) : All Around Us (Gururi no koto) de Ryosuke Hashiguchi (Japon) et The Shaft de Zhang Chi (Chine)
- Lotus Air France (prix de la critique internationale) : Breathless de Yang Ik-joon (Corée du Sud)
- Lotus Action Asia : The Chaser de Na Hong-jin (Corée du Sud)

### 2010
- Lotus du meilleur film : Judge de Liu Jie (Chine)
- Lotus du Jury (ex æquo) : Au revoir Taipei de Arvin Chen (Taïwan) et Paju de Park Chan-ok (Corée du Sud)
- Lotus Air France (prix de la critique internationale) : My Daughter de Charlotte Lim Lay Kuen (Malaisie)
- Lotus Action Asia : The sword with no name de Kim Yong-gyun (Corée du Sud)

### 2011
- Lotus du meilleur film : Eternity de Sivaroj Kongsakul (Thaïlande)
- Lotus du Jury (ex æquo) : Sketches of Kaitan City de Kazuyoshi Kumakiri (Japon) et The Journals of Musan de Park Jung-bum (Corée du Sud)
- Lotus Air France (prix de la critique internationale) : Cold Fish de Sono Sion (Japon)
- Lotus Action Asia : True Legend de Yuen Woo-ping (Chine)

### 2012

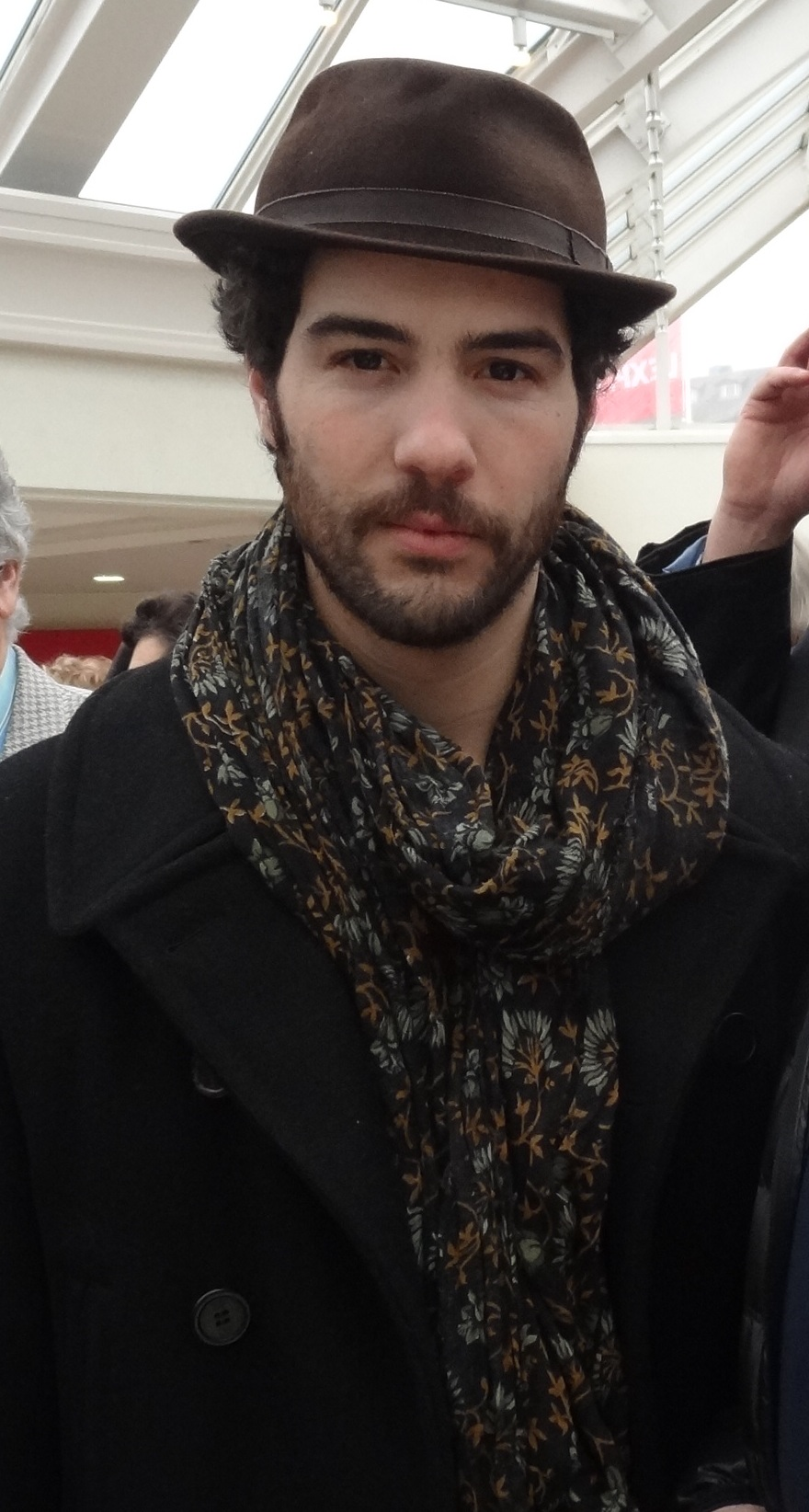
L'acteur Tahar Rahim, juré en 2012
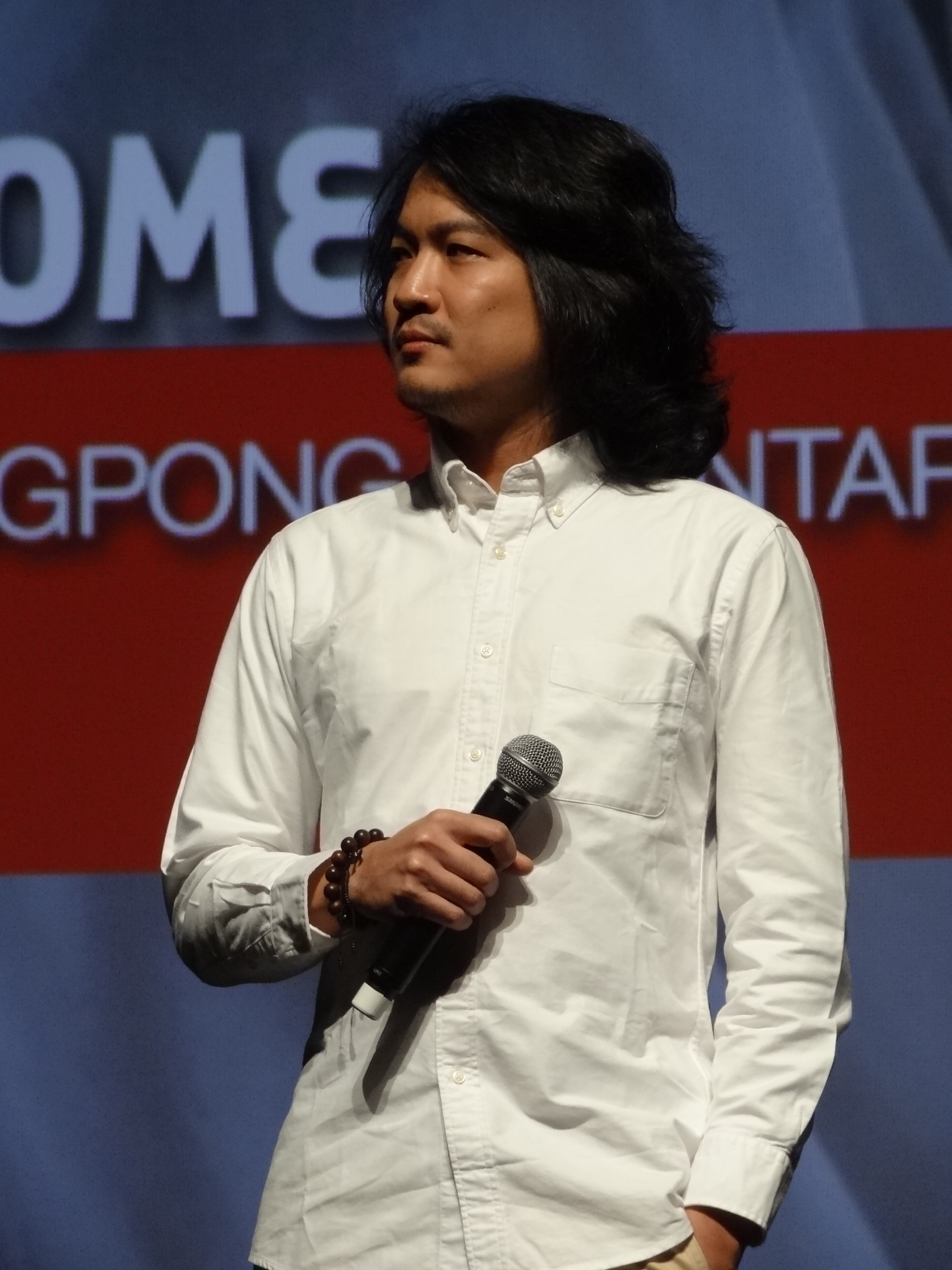
Le réalisateur Tongpong Chantarangkul en sélection officielle en 2012

- Lotus du meilleur film : Querelles (Mourning) de Morteza Farshbaf (Iran)
- Lotus du Jury : Baby factory de Eduardo Roy Jr. (Philippines)
- Lotus Air France (prix de la critique internationale) : Himizu de Sono Sion (Japon) - (mention spéciale à Mourning de Morteza Farshbaf (Iran))
- Lotus Action Asia : Wu Xia de Peter Chan (Chine)

### 2013
- Lotus du meilleur film : I.D. de Kamal K.M. (Inde)
- Lotus du jury : 
  - Four Stations de Boonsong Nakphoo (Thaïlande)
  - Mai Ratima de Yoo Ji-tae (Corée du Sud)
- Lotus Air France (prix de la critique internationale) : Taboor de Vahid Vakilifar (Iran)
- Le prix du public de la ville de Deauville : Apparition de Vincent Sandoval (Philippines)

### 2014
- Lotus du meilleur film : Nagima de Zhanna Issabayeva (Kazakhstan)
- Lotus du jury : 
  - Ugly, d'Anurag Kashyap (Inde)
  - A cappella (Han-gong-joo)  de Lee Su-jin (Corée du Sud)
- Lotus Air France (prix de la critique internationale) : Han Gong-Ju (A Cappella) de Lee Su-jin (Corée du Sud)
- Le prix du public de la ville de Deauville : Han Gong-Ju (A Cappella) de Lee Su-jin (Corée du Sud) D'après le site du Festival du film asiatique de Deauville[3].

## Statistiques
- La compétition :

De l'Iran au Japon, la sélection asiatique représente désormais 17 pays. Japon, Corée du Sud et Chine sont les plus constants. La Corée du Sud domine nettement le palmarès avec notamment 6 Grand prix sur 15 (la compétition n'est apparue que lors de la deuxième édition, en 2000).
| Pays         | Nombre de films | Récompenses                                                            |
| ------------ | --------------- | ---------------------------------------------------------------------- |
| Japon        | 24              | 2 prix du jury, 2 prix de la critique                                  |
| Corée du Sud | 23              | 6 Grands Prix, 7 prix du jury, 4 prix de la critique, 3 prix du public |
| Chine        | 21              | 3 Grands Prix, 1 prix du jury, 1 prix du public                        |
| Thaïlande    | 14              | 2 Grands Prix, 2 prix du jury, 1 prix de la critique                   |
| Taïwan       | 10              | 1 Grand Prix, 1 prix du jury, 1 prix de la critique                    |
| Inde         | 9               | 1 Grand Prix, 1 prix du jury, 1 prix de la critique                    |
| Hong Kong    | 9               | 1 prix du public                                                       |
| Philippines  | 5               | 1 prix du jury, 1 prix du public                                       |
| Iran         | 4               | 1 Grand Prix, 1 prix de la critique                                    |
| Singapour    | 4               | 1 prix du jury                                                         |
| Malaisie     | 3               | 1 prix du jury, 1 prix de la critique                                  |
| Indonésie    | 3               |                                                                        |
| Kazakhstan   | 1               | 1 Grand Prix                                                           |
| Bhoutan      | 1               | 1 prix du public                                                       |
| Kirghizstan  | 1               |                                                                        |
| Afghanistan  | 1               |                                                                        |
| Tadjikistan  | 1               |                                                                        |

- Action Asia :

La section Action Asia a été organisée de 2004 à 2012.
Comme pour la compétition, la Corée du Sud se taille la part du lion. À noter la forte participation de Hong Kong.
| Pays         | Nombre de films | Grand Prix Action Asia |
| ------------ | --------------- | ---------------------- |
| Corée du Sud | 16              | 4                      |
| Hong Kong    | 13              | 1                      |
| Chine        | 7               | 3                      |
| Thaïlande    | 5               | 1                      |
| Japon        | 4               |                        |
| Taïwan       | 1               |                        |
| Vietnam      | 1               |                        |
| Indonésie    | 1               |                        |

## Hommages
|      | Cinéastes                                          | Acteurs                      | Compositeurs          | Institutions ou organismes         |
| 1999 | Shin Sang-ok ( Corée du Sud)                       |                              |                       |                                    |
| 2000 |                                                    | Shabana Azmi ( Inde)         |                       |                                    |
| 2000 | Shu Qi ( Taïwan)                                   |                              |                       |                                    |
| 2001 | Lester James Peries et Sumitra Peries ( Sri Lanka) |                              |                       |                                    |
| 2001 | Sung Tsun-shou ( Chine)                            |                              |                       |                                    |
| 2002 | Shin Sang-ok ( Corée du Sud)                       |                              |                       |                                    |
| 2002 | Johnnie To ( Hong Kong)                            |                              |                       |                                    |
| 2002 | Akira Kurosawa ( Japon)                            |                              |                       |                                    |
| 2003 |                                                    | Amitabh Bachchan ( Inde)     |                       | Trésor des cinémathèques chinoises |
| 2004 | Kim Ki-duk ( Corée du Sud)                         |                              |                       | Shaw Brothers ( Hong Kong)         |
| 2005 | Takashi Miike ( Japon)                             | Christine Hakim ( Indonésie) |                       |                                    |
| 2005 | Fruit Chan ( Hong Kong)                            | Christine Hakim ( Indonésie) |                       |                                    |
| 2006 | Chen Kaige ( Chine)                                |                              |                       |                                    |
| 2006 | Ryuichi Hiroki ( Japon)                            |                              |                       |                                    |
| 2007 | Park Chan-wook ( Corée du Sud)                     |                              |                       |                                    |
| 2007 | James Lee ( Malaisie)                              |                              |                       |                                    |
| 2008 | Im Kwon-taek ( Corée du Sud)                       | Kôji Yakusho ( Japon)        | Joe Hisaishi ( Japon) |                                    |
| 2008 | Jia Zhangke ( Chine)                               | Kôji Yakusho ( Japon)        | Joe Hisaishi ( Japon) |                                    |
| 2008 | Jiang Wen ( Chine)                                 | Kôji Yakusho ( Japon)        | Joe Hisaishi ( Japon) |                                    |
| 2009 | Lee Chang-dong ( Corée du Sud)                     |                              |                       |                                    |
| 2009 | Lee Yoon-ki ( Corée du Sud)                        |                              |                       |                                    |
| 2010 | Brillante Mendoza ( Philippines)                   |                              |                       |                                    |
| 2010 | Lou Ye ( Chine)                                    |                              |                       |                                    |
| 2010 | Lu Chuan ( Chine)                                  |                              |                       |                                    |
| 2011 | Hong Sang-soo ( Corée du Sud)                      |                              |                       |                                    |
| 2011 | Kim Jee-woon ( Corée du Sud)                       |                              |                       |                                    |
| 2012 | Kiyoshi Kurosawa ( Japon)                          |                              |                       |                                    |
| 2012 | Pen-ek Ratanaruang ( Thaïlande)                    |                              |                       |                                    |
| 2013 | Sono Sion ( Japon)                                 |                              |                       |                                    |
| 2013 | Wong Kar-wai ( Hong Kong)                          |                              |                       |                                    |
| 2014 | Tsai Ming-liang ( Taïwan)                          | Malini Fonseka ( Sri Lanka)  |                       |                                    |
| 2014 | Hideo Nakata ( Japon)                              | Malini Fonseka ( Sri Lanka)  |                       |                                    |

## Coût
Le festival coûte entre 500 000 € et 600 000 € par édition au Centre international de Deauville et à la société Public Système, auxquels s'ajoutent diverses prestations en nature, comme celle, notamment, du Groupe Lucien Barrière (hôtellerie, restauration), d'Air France (déplacements) et de Mazda (transports).